# Xaragas
Xaragas (Šaragas) foi um nobre do século I, ativo no reinado dos mefes Farasmanes I (r. 1–58) e Mitrídates I (r. 58–106). 

## Vida
A existência de Xaragas é atestada numa estela localizada na tumba 4 da necrópole dos vitaxas (vice-rei) de Gogarena, perto de Misqueta, que menciona que serviu como vitaxa e liderou as tropas ibéricas na Armênia. Esse empreendimento militar, segundo Cyril Toumanoff, deve ser as investidas de Farasmanes I (r. 1–58) e Mitrídates I (r. 58–106) com o intuito de interferir na sucessão da Armênia. Cruzando as informações constantes na Estela de Serapitis, Toumanoff sugeriu que era filho de Zeuaques, o Jovem e Carpace e irmão de Serapitis, a esposa de Iodmanganes. É possível, embora haja incerteza a respeito disso, que fosse pai de Aspaurucis, cuja tumba é conhecida. A inscrição não informa a qual dinastia essas pessoas pertenceram e Toumanoff propôs incluí-los na sugerida dinastia guxárida.